# Dolomieu
Dolomieu ist eine französische Gemeinde mit 3.188 Einwohnern (Stand: 1. Januar 2022) im Département Isère in der Region Auvergne-Rhône-Alpes. Dolomieu gehört zum Arrondissement La Tour-du-Pin und zum Kanton La Tour-du-Pin. Die Einwohner werden Dolomois genannt.

## Geographie
Dolomieu liegt etwa 45 Kilometer ostsüdöstlich von Lyon. Umgeben wird Dolomieu von den Nachbargemeinden Vézeronce-Curtin im Norden, Veyrins-Thuellin im Nordosten, Corbelin im Osten, Faverges-de-la-Tour im Süden und Südosten, La Chapelle-de-la-Tour im Süden und Südwesten, Saint-Jean-de-Soudain im Südwesten, Vignieu im Westen und Nordwesten sowie Vasselin und Saint-Sorlin-de-Morestel im Nordwesten.

## Bevölkerungsentwicklung
| Jahr                       | 1962 | 1968 | 1975 | 1982 | 1990 | 1999 | 2006 | 2017 |
| -------------------------- | ---- | ---- | ---- | ---- | ---- | ---- | ---- | ---- |
| Einwohner                  | 1283 | 1348 | 1662 | 2135 | 2369 | 2735 | 2787 | 3167 |
| Quellen: Cassini und INSEE |      |      |      |      |      |      |      |      |

## Sehenswürdigkeiten
- Kirche Saint-Paul aus dem 19. Jahrhundert
- Schloss Dolomieu (auch: Schloss Buffières) aus dem 17./18. Jahrhundert, seit 1991 teilweise Monument historique
- Café de la Place aus dem Jahre 1873, historisches Café
- Geburtshaus von Élie Cartan
- Schloss Crolière

## Persönlichkeiten
- Déodat Gratet de Dolomieu (1750–1801), Geologe
- Élie Cartan (1869–1951), Mathematiker

## Gemeindepartnerschaft
Mit der italienischen Gemeinde Agordo in der Provinz Belluno (Venetien) besteht seit 2005 eine Partnerschaft.

## Weblinks

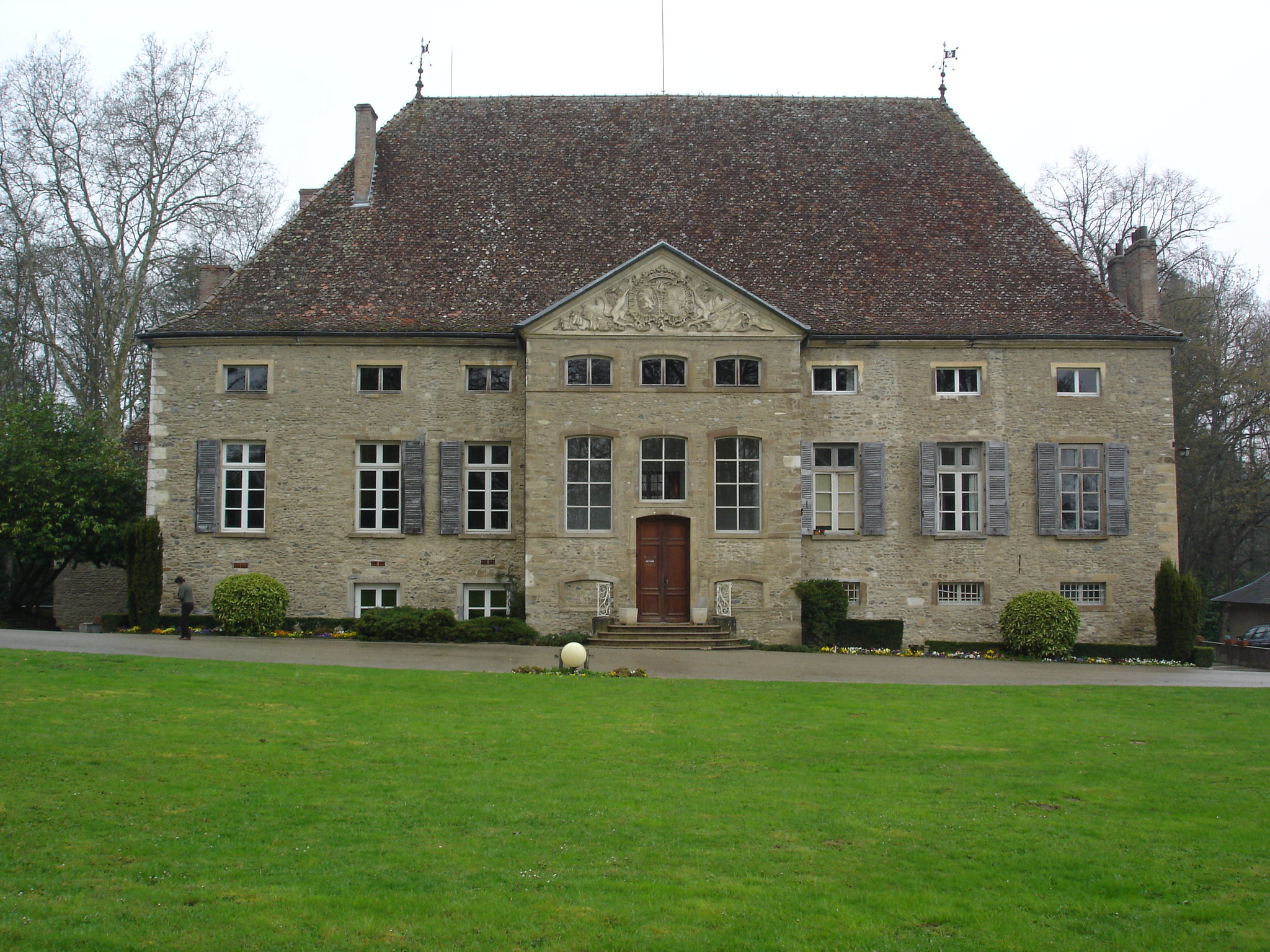
Schloss